# Liriomyza quadrata
Liriomyza quadrata är en tvåvingeart som beskrevs av Malloch 1934. Liriomyza quadrata ingår i släktet Liriomyza och familjen minerarflugor. Inga underarter finns listade i Catalogue of Life.